# الانتخابات الرئاسية الموريتانية 1992
أجريت الانتخابات الرئاسية في موريتانيا في 24 يناير 199. وذلك وفق الإجراءات القانونية التي نص عليها الاستفتاء الدستوري الذي تمت المصادقة عليه في العام السابق، وأسفر عن إعادة إدخال الديمقراطية التعددية، وكانت أول انتخابات رئاسية تضم أكثر من مرشح. وأفضت النتائج إلى فوز الرئيس معاوية ولد سيد أحمد الطايع من الحزب الديمقراطي والاجتماعي الجمهوري الذي هزم ثلاثة مرشحين آخرين بنسبة 62.9٪ من الأصوات. وبلغ إقبال الناخبين 47.4٪ فقط.

## النتائج
| المرشح                          | المرشح                          | الحزب                                  | الأصوات   | %      |
| ------------------------------- | ------------------------------- | -------------------------------------- | --------- | ------ |
|                                 | معاوية ولد سيدي أحمد الطايع     | Democratic and Social Republican Party | 345٬583   | 62.89  |
|                                 | أحمد ولد داداه                  | تكتل القوى الديمقراطية                 | 180٬658   | 32.88  |
|                                 | المصطفى ولد محمد السالك         | Independent                            | 15٬735    | 2.86   |
|                                 | Mohamed Mahmoud Ould Mah        | Popular Social and Democratic Union    | 7٬506     | 1.37   |
| المجموع                         | المجموع                         | المجموع                                | 549٬482   | 100.00 |
|                                 |                                 |                                        |           |        |
| الأصوات الصحيحة                 | الأصوات الصحيحة                 | الأصوات الصحيحة                        | 549٬482   | 97.98  |
| الأصوات الباطلة والفارغة        | الأصوات الباطلة والفارغة        | الأصوات الباطلة والفارغة               | 11٬314    | 2.02   |
| مجموع الأصوات                   | مجموع الأصوات                   | مجموع الأصوات                          | 560٬796   | 100.00 |
| الناخبين المسجلين ومعدل الإقبال | الناخبين المسجلين ومعدل الإقبال | الناخبين المسجلين ومعدل الإقبال        | 1٬183٬892 | 47.37  |
| المصدر: Nohlen et al.           |                                 |                                        |           |        |